# Rolandpreis für Kunst im öffentlichen Raum
Der Rolandpreis für Kunst im öffentlichen Raum ist ein Kunstpreis, der seit 1990 im dreijährigen Turnus von der Stiftung Bremer Bildhauerpreis vergeben wird. Sein Name erinnert an den Bremer Roland, eine im Jahr 1404 auf dem Bremer Marktplatz errichtete Skulptur, die nicht nur als Wahrzeichen der Stadt gilt, sondern auch zu den ältesten freistehenden Plastiken in Deutschland zählt.

## Auslober und Vergabe
Aus Anlass des 90. Geburtstages des Bildhauers Gerhard Marcks rief die Stadt Bremen 1989 die Stiftung Bremer Bildhauerpreis ins Leben. Stiftungszweck war die Vergabe des Bremer Bildhauerpreises. Nach einer inhaltlichen Neuausrichtung wird der Preis seit 1990 unter dem heutigen Namen verliehen. Er ist mit 15.000 Euro dotiert und soll Künstler auszeichnen, die „mit ihren Arbeiten neue Denk- und Aktionsfelder für die Kunst im öffentlichen Raum erschließen.“ Die Preisträger werden gebeten, ein Kunstwerk oder Kunstprojekt im Bremer Stadtraum zu realisieren.

## Preisträger
- Alfred Hrdlicka, 1980 (Bremer Bildhauerpreis)
- Fritz Cremer, 1982 (Bremer Bildhauerpreis)
- Waldemar Grzimek, 1984 (Bremer Bildhauerpreis)[2]
- Jochen Gerz, 1990
- Maria Nordman, 1993
- Christian Boltanski, 1996
- Thomas Hirschhorn, 2003
- Stephan Huber, 2006
- Hans Haacke, 2009
- Monica Bonvicini, 2012
- Michaela Melián, 2019

## Weblink
- Homepage der Stiftung Bremer Bildhauerpreis